# Gatteo
Gatteo (romanyol nyelven Gatì) település Olaszországban, Emilia-Romagna régióban, Forlì-Cesena megyében. Lakosainak száma 9325 fő (2023. január 1.). Gatteo Cesenatico, Longiano, Savignano sul Rubicone és Gambettola községekkel határos.

## Népesség
A település lakossága az elmúlt években az alábbi módon változott:
| Lakosok száma | 9053 | 8988 | 9325 |
|               | 2017 | 2018 | 2023 |